# Primera División 1942 (Argentinië)
In 1942 werd het twaalfde profseizoen gespeeld van de Primera División, de hoogste voetbaldivisie van Argentinië. River Plate werd kampioen.

## Eindstand
| Plaats | Club                        | Wed. | W  | G  | V  | Saldo | Ptn. |
| ------ | --------------------------- | ---- | -- | -- | -- | ----- | ---- |
| 01.    | CA River Plate              | 30   | 20 | 6  | 4  | 79:37 | 46   |
| 02.    | CA San Lorenzo de Almagro   | 30   | 16 | 8  | 6  | 70:50 | 40   |
| 03.    | CA Huracán                  | 30   | 14 | 9  | 7  | 62:49 | 37   |
| 04.    | CA Newell’s Old Boys        | 30   | 15 | 6  | 9  | 70:43 | 36   |
| 05.    | CA Boca Juniors             | 30   | 14 | 7  | 9  | 65:41 | 35   |
| 06.    | Estudiantes de La Plata     | 30   | 13 | 7  | 10 | 61:59 | 33   |
| 07.    | CA Banfield                 | 30   | 11 | 7  | 12 | 58:62 | 29   |
| 08.    | Racing Club                 | 30   | 9  | 10 | 11 | 56:58 | 28   |
| 09.    | CA Independiente            | 30   | 10 | 8  | 12 | 45:57 | 28   |
| 10.    | Ferro Carril Oeste          | 30   | 9  | 9  | 12 | 45:52 | 27   |
| 11.    | CA Platense                 | 30   | 9  | 8  | 13 | 51:55 | 26   |
| 12.    | Chacarita Juniors (P)       | 30   | 7  | 11 | 12 | 40:59 | 25   |
| 13.    | Gimnasia y Esgrima La Plata | 30   | 7  | 10 | 13 | 45:65 | 24   |
| 14.    | CA Lanús                    | 30   | 8  | 8  | 14 | 37:58 | 24   |
| 15.    | CA Atlanta                  | 30   | 10 | 3  | 17 | 65:67 | 23   |
| 16.    | CA Tigre                    | 30   | 6  | 7  | 17 | 46:83 | 19   |

|  | Kampioen   |
|  | Degradatie |

## Topschutters
| Speler              | Speler              | Goals | Club              |
| ------------------- | ------------------- | ----- | ----------------- |
| Vlag van Argentinië | Rinaldo Martino     | 25    | San Lorenzo       |
| Vlag van Argentinië | Adolfo Pedernera    | 23    | River Plate       |
| Vlag van Argentinië | René Pontoni        | 23    | Newell's Old Boys |
| Vlag van Argentinië | Luis Rongo          | 23    | Platense          |
| Vlag van Argentinië | Francisco Rodríguez | 18    | Atlanta           |